# Perhangyasav
A perhangyasav szerves vegyület, képlete HCOOOH. Instabil, színtelen, hangyasav és hidrogén-peroxid keverésével előállítható vegyület. Oxidáló- és fertőtlenítőképessége miatt a vegy-, élelmiszer- és gyógyszeripar használja.

## Tulajdonságai és alkalmazásai
A perhangyasav vízben, alkoholokban, dietil-éterben, benzolban, kloroformban és más szerves oldószerekben oldódó színtelen folyadék. Erős oxidálóképessége a fehérjeelemzésben diszulfidkötések bontására, szerves szintézisben epoxidációra, hidroxilezésre és oxidációra használatos. A gyógyszer- és élelmiszeriparban a perhangyasavat felszerelések fertőtlenítésére alkalmazzák. Hatékony vírusok, baktériumspórák, algák, mikroszkopikus gombák, Mycobacterium és más mikroorganizmusok, például zooplankton ellen. Biztonságos bomlástermékei (főleg szén-dioxid, oxigén és víz) miatt gyakran használják. Gyorsabban fertőtlenít a hasonló perecetsavnál és a hidrogén-peroxidnál. Fő hátránya, hogy nehezen kezelhető reakciókészsége és – különösen hevítve – instabilitása miatt, ezért a sav előállítása után 12 órán belül felhasználandó.

## Szintézis
A perhangyasav hangyasav és hidrogén-peroxid egyensúlyra vezető reakciójával állítható elő:
Tiszta perhangyasav szintéziséről nem számoltak be, de 48% koncentrációig előállítható vizes oldat a kiindulási anyagok vizes oldataiból. Bármely anyag feleslege az egyensúlyt a termékek felé tolja. A termék vizes oldata közel 90% perhangyasav-koncentrációig desztillálható.
Ez reverzibilis, katalizátorral ipari mértékű termeléshez használható, de a hőmérsékletnek 80-85 °C alatt kell maradnia a robbanás elkerülése végett.:16 Katalizátor lehet salétromsav, hidrogén-fluorid, foszforsav, kénsav vagy ezek sói, észtercsoportot tartalmazó vegyület, például karbonsavészter vagy perecetsav.

## Biztonság
A perhangyasav nem mérgező; bár irritálja a bőrt, de a perecetsavnál kisebb mértékben. A koncentrált (>50%) sav erősen reagál, hevítéskor bomlik, 80-85 °C-ra gyorsan hevítve robban. Gyúlékony anyagokkal, például formaldehiddel, benzaldehiddel vagy anilinnel keverve standard hőmérsékleten gyulladhat vagy robbanhat, fémporok hozzáadásakor hevesen robban. Ezért a kiömlő perhangyasav hideg vízzel hígítandó, és semleges, nem gyúlékony abszorbensekkel, például vermikulittal gyűjtendő össze.

## Fordítás
Ez a szócikk részben vagy egészben  a   Perameisensäure című német Wikipédia-szócikk ezen változatának fordításán alapul.  Az eredeti cikk szerkesztőit annak laptörténete sorolja fel. Ez a jelzés csupán a megfogalmazás eredetét és a szerzői jogokat jelzi, nem szolgál a cikkben szereplő információk forrásmegjelöléseként.